# Chamaesphecia aurata
Chamaesphecia aurata is een vlinder uit de familie wespvlinders (Sesiidae), onderfamilie Sesiinae.
De wetenschappelijke naam van de soort is voor het eerst geldig gepubliceerd door Edwards in 1881. De soort komt voor in het Neotropisch gebied.